# Paleosepharia jambuica
Paleosepharia jambuica is een keversoort uit de familie bladkevers (Chrysomelidae). De wetenschappelijke naam van de soort werd in 1996 gepubliceerd door Mohamedsaid.